# Tân An, Nghĩa Lộ
Tân An là một phường thuộc thị xã Nghĩa Lộ, tỉnh Yên Bái, Việt Nam.

## Địa lý
Phường Tân An nằm ở phía nam thị xã Nghĩa Lộ, có vị trí địa lý:
- Phía đông bắc giáp phường Trung Tâm
- Phía đông nam giáp phường Cầu Thia
- Phía nam và tây nam giáp xã Nghĩa An
- Phía tây và tây bắc phường Pú Trạng.

Phường Tân An có diện tích 3,01 km², dân số năm 2019 là 6.243 người, mật độ dân số đạt 2.074 người/km².

## Hành chính
Phường Tân An được chia thành 11 tổ dân phố: 1, 2, 3, 4, 5, 6, Tông Co 1, Tông Co 2, Tông Co 3, Tông Pọng, Ao Sen 1, Ao Sen 2.

## Lịch sử
Ngày 15 tháng 5 năm 1995, Chính phủ ban hành Nghị định 31-CP, về việc thành lập thị xã Nghĩa Lộ và điều chỉnh địa giới hành chính giữa thị xã Nghĩa Lộ và huyện Văn Chấn thuộc tỉnh Yên Bái. Theo đó, thành lập phường Tân An trên cơ sở các tiểu khu 8, 14, 15 và các bản: Bản Tong Pọng, Bản Tông Co, Bản Ao Sen.
Phường Tân An có diện tích tự nhiên 304 hécta với 4.537 nhân khẩu.

## Kinh tế - xã hội
Phường Tân An thâm canh 100% diện tích ở cả hai vụ lúa. Phường thuận lợi hơn nhiều xã, phường khác của thị xã về diện tích gieo cấy lúa nước, nước tưới, đất đai, giao thông, cộng với sử dụng giống lúa phù hợp nên năm 2009 năng suất lúa đạt 57 tạ/ha, tăng 1,91 tạ/ha so với năm 2008 và sản lượng cả năm đạt trên 2.100 tấn. Năm 2010, toàn phường có trên 623 con trâu, bò, hơn 2.000 con lợn và 11.500 con gia cầm.

### Xã hội
UBND thị xã và trường THPT thị xã nằm trên địa bàn phường.